# Takelsa
Takelsa (àrab: تاكلسة, Tākilsa) és una ciutat de Tunísia a la regió de la península del Cap Bon, a la governació de Nabeul. Es troba a la vora d'un rierol i al peu del Djebel Sidi Abd Er Rahman, a una altura de 318 metres sobre el nivell del mar. És a uns 8 km de la costa, on es troba la platja i port dels Prínceps (Marsa al-Omara). La municipalitat, amb una superfície de 29.000 hectàrees, tenia 20.169 habitants el 2004, dels que la meitat viuen a la vila i altres en diversos nuclis. És també capçalera d'una delegació amb 19.480 habitants al cens del 2004.

## Economia
La regió cultiva la vinya amb la que es produeix vi de taula de no gaire qualitat. Altres cultius, l'artesania i la fusteria són les altres activitats econòmiques de la comarca.

## Activitats
S'hi celebrar un festival anual al mes de juliol.

## Administració
És el centre de la delegació o mutamadiyya homònima, amb codi geogràfic 15 60 (ISO 3166-2:TN-12), dividida en cinc sectors o imades:
- Oued El Abid (15 60 51)
- Bir Ezzit (15 60 52)
- El Arima (15 60 53)
- Takelsa Nord (15 60 54)
- Takelsa Centre (15 60 55)

Al mateix temps, forma una municipalitat o baladiyya (codi geogràfic 15 26). La municipalitat fou creada per decret el 4 d'abril de 1985.